# Ulagči
Ulagči, Ulakči ali Ulavči (mongolsko Улаагч Хаан, Ulagč Haan, tatarsko Улакчы хан, Ulakči han) je bil tretji kan Modre in Zlate horde, ki je vladal manj kot eno leto leta 1257, * 1247, † 1257.

## Življenje
Ulagči je bil verjetno sin ali mlajši brat kana Sartaka. Za kana Džočijevega ulusa (Zlate horde) ga je po Sartakovi smrti imenoval kan Mongke. Ker je bil takrat star samo deset let,  sta v njegovem imenu kot regenta vladala Batu kanova žena Borakčin in Sartakov stric Berke. Kmalu po imenovanju za kana je umrl. H.H. Howorth je trdil, da je odstopil v Berkejevo korist, ker je bil nek mladenič z imenom Ulagči  kot Berkejev  poročnik poslan v Rusijo.

## Sklic
1. ↑  H.H. Howorth. The history of the Mongols, p. II, D. II, str. 93.

| Ulagči Bordžini (1206–1634)Rojen: 1247 Umrl: 1257 |                               |                  |
| Vladarski nazivi                                  |                               |                  |
| Predhodnik: Sartak                                | Kan Modre in Zlate horde 1257 | Naslednik: Berke |